# 810 a.C.
L'810 a.C. (DCCCX a.C. in numeri romani) è un anno  del IX secolo a.C.

## Morti
- Ishpuini re di Urartu